# 2466 Golson
2466 Golson eller 1959 RJ är en asteroid i huvudbältet, som upptäcktes 7 september 1959 av Indiana Asteroid Program vid Indiana University Bloomington med Goethe Link Observatory. Asteroiden har fått sitt namn efter John C. Golson.
Asteroiden har en diameter på ungefär 23 kilometer.